# Temporada 1981-82 de los Cleveland Cavaliers
La temporada 1981-82 fue la duodécima de los Cleveland Cavaliers en la NBA. La temporada regular acabó con 15 victorias y 67 derrotas, ocupando el undécimo y último puesto de la conferencia Este, no logrando clasificarse para los playoffs. Hasta cuatro entrenadores diferentes tuvo el equipo a lo largo de la temporada.

## Elecciones en elDraft
| Ronda | Puesto | Jugador        | Posición | Nacionalidad   | Universidad   |
| ----- | ------ | -------------- | -------- | -------------- | ------------- |
| 3     | 55     | Mickey Dillard | Base     | Estados Unidos | Florida State |

## Temporada regular
| División Central    | División Central | División Central | División Central | División Central | División Central | División Central | División Central | División Central |
| Equipo              | G                | P                | %                | PD               | Casa             | Fuera            | Div              |                  |
| ------------------- | ---------------- | ---------------- | ---------------- | ---------------- | ---------------- | ---------------- | ---------------- | ---------------- |
| y-Milwaukee Bucks   | 55               | 27               | .671             | –                | 31–10            | 24–17            | 24–6             |                  |
| x-Atlanta Hawks     | 42               | 40               | .512             | 13.0             | 24–17            | 18–23            | 15–14            |                  |
| Detroit Pistons     | 39               | 43               | .476             | 16.0             | 23–18            | 16–25            | 19–11            |                  |
| Indiana Pacers      | 35               | 47               | .427             | 20.0             | 25–16            | 10–31            | 14–16            |                  |
| Chicago Bulls       | 34               | 48               | .415             | 21.0             | 22–19            | 12–29            | 12–17            |                  |
| Cleveland Cavaliers | 15               | 67               | .183             | 40.0             | 9–32             | 6–35             | 5–25             |                  |

## Estadísticas
| Rk | Jugador            | Edad | P  | PT | MP   | TC  | TCI  | %TC  | T3  | T3I | %T3  | TL  | TLI | %TL  | RO  | RD  | RT  | AS  | RB  | TAP | BP  | FP  | PTS  |
| -- | ------------------ | ---- | -- | -- | ---- | --- | ---- | ---- | --- | --- | ---- | --- | --- | ---- | --- | --- | --- | --- | --- | --- | --- | --- | ---- |
| 1  | Ron Brewer         | 26   | 47 | 41 | 36.7 | 8.2 | 17.7 | .465 | 0.1 | 0.4 | .238 | 2.9 | 3.7 | .779 | 0.9 | 1.5 | 2.4 | 2.6 | 1.3 | 0.5 | 1.9 | 2.4 | 19.4 |
| 2  | Mike Mitchell      | 26   | 27 | 26 | 36.0 | 8.5 | 18.7 | .454 | 0.0 | 0.2 | .000 | 2.7 | 3.7 | .720 | 2.6 | 2.6 | 5.2 | 1.4 | 1.0 | 0.6 | 2.0 | 2.9 | 19.6 |
| 3  | James Edwards      | 26   | 77 | 75 | 33.0 | 6.9 | 13.4 | .511 | 0.0 | 0.1 | .000 | 3.0 | 4.4 | .684 | 2.5 | 5.1 | 7.5 | 1.6 | 0.3 | 1.5 | 2.1 | 4.5 | 16.7 |
| 4  | Kenny Carr         | 26   | 46 | 42 | 32.2 | 5.9 | 11.4 | .517 | 0.0 | 0.2 | .111 | 3.2 | 4.8 | .659 | 2.5 | 6.1 | 8.6 | 1.4 | 1.3 | 0.3 | 2.4 | 3.9 | 15.0 |
| 5  | Cliff Robinson     | 21   | 30 | 29 | 31.5 | 6.5 | 14.5 | .451 | 0.0 | 0.0 | .000 | 3.2 | 4.4 | .729 | 3.0 | 6.5 | 9.6 | 1.6 | 1.4 | 1.4 | 2.1 | 3.4 | 16.3 |
| 6  | Geoff Huston       | 24   | 78 | 43 | 30.9 | 4.2 | 8.6  | .484 | 0.0 | 0.1 | .300 | 2.0 | 2.6 | .765 | 0.7 | 1.2 | 1.9 | 7.6 | 0.9 | 0.1 | 2.2 | 2.2 | 10.3 |
| 7  | Scott Wedman       | 29   | 54 | 39 | 30.3 | 4.8 | 10.9 | .441 | 0.1 | 0.4 | .217 | 1.2 | 1.7 | .733 | 2.4 | 3.3 | 5.6 | 2.5 | 1.4 | 0.3 | 1.4 | 3.5 | 10.9 |
| 8  | Bob Wilkerson      | 27   | 65 | 38 | 27.8 | 4.4 | 10.4 | .418 | 0.0 | 0.3 | .167 | 2.2 | 2.8 | .784 | 0.9 | 2.9 | 3.8 | 3.6 | 1.4 | 0.4 | 2.1 | 2.9 | 11.0 |
| 9  | Reggie Johnson     | 24   | 23 | 22 | 26.8 | 4.1 | 7.6  | .537 | 0.0 | 0.0 |      | 1.5 | 1.9 | .795 | 1.9 | 3.6 | 5.4 | 1.0 | 0.3 | 0.7 | 1.0 | 3.2 | 9.7  |
| 10 | Phil Hubbard       | 25   | 31 | 2  | 23.7 | 3.8 | 8.2  | .467 | 0.0 | 0.0 | .000 | 2.7 | 3.8 | .726 | 2.8 | 3.7 | 6.5 | 0.8 | 0.9 | 0.1 | 2.0 | 3.7 | 10.4 |
| 11 | James Silas        | 32   | 67 | 34 | 21.6 | 3.7 | 8.6  | .438 | 0.0 | 0.1 | .000 | 3.7 | 4.3 | .860 | 0.4 | 1.2 | 1.6 | 3.3 | 0.6 | 0.1 | 1.6 | 1.6 | 11.2 |
| 12 | Roger Phegley      | 25   | 27 | 8  | 21.0 | 3.9 | 7.9  | .486 | 0.1 | 0.5 | .308 | 1.3 | 1.7 | .800 | 1.0 | 1.6 | 2.6 | 2.0 | 0.6 | 0.1 | 1.2 | 2.3 | 9.2  |
| 13 | Bill Laimbeer      | 24   | 50 | 4  | 17.9 | 2.4 | 5.1  | .470 | 0.1 | 0.1 | .500 | 1.9 | 2.4 | .775 | 2.5 | 3.1 | 5.5 | 0.9 | 0.4 | 0.6 | 1.2 | 3.4 | 6.7  |
| 14 | Brad Branson       | 23   | 10 | 3  | 17.6 | 2.1 | 5.2  | .404 | 0.0 | 0.0 |      | 1.1 | 1.2 | .917 | 1.4 | 1.9 | 3.3 | 0.6 | 0.5 | 0.4 | 1.3 | 1.7 | 5.3  |
| 15 | Lowes Moore        | 24   | 4  | 0  | 17.5 | 4.8 | 9.5  | .500 | 0.3 | 1.3 | .200 | 1.5 | 2.0 | .750 | 0.3 | 0.8 | 1.0 | 3.8 | 1.5 | 0.3 | 1.3 | 3.8 | 11.3 |
| 16 | Richard Washington | 26   | 18 | 2  | 17.4 | 2.8 | 6.4  | .435 | 0.0 | 0.1 | .435 | 0.5 | 0.8 | .600 | 1.8 | 2.4 | 4.2 | 0.8 | 0.4 | 0.1 | 1.9 | 2.8 | 6.1  |
| 17 | Paul Mokeski       | 25   | 28 | 1  | 12.3 | 1.3 | 2.9  | .427 | 0.0 | 0.1 | .000 | 0.8 | 1.1 | .767 | 0.9 | 2.2 | 3.1 | 0.4 | 0.7 | 0.6 | 0.6 | 2.4 | 3.3  |
| 18 | Kevin Restani      | 30   | 34 | 0  | 9.9  | 0.7 | 1.8  | .383 | 0.0 | 0.0 | .000 | 0.2 | 0.4 | .583 | 0.9 | 1.4 | 2.3 | 0.4 | 0.3 | 0.2 | 0.4 | 1.2 | 1.6  |
| 19 | Don Ford           | 29   | 21 | 1  | 9.6  | 0.4 | 1.1  | .375 | 0.0 | 0.0 | .000 | 0.2 | 0.3 | .833 | 0.7 | 1.0 | 1.7 | 0.5 | 0.4 | 0.0 | 0.7 | 1.4 | 1.1  |
| 20 | Mike Evans         | 26   | 8  | 0  | 9.3  | 1.4 | 4.4  | .314 | 0.0 | 0.5 | .000 | 0.6 | 1.0 | .625 | 0.3 | 1.0 | 1.3 | 2.5 | 0.5 | 0.0 | 1.4 | 1.3 | 3.4  |
| 21 | Keith Herron       | 25   | 30 | 0  | 9.0  | 1.3 | 3.5  | .368 | 0.0 | 0.0 | .000 | 0.2 | 0.3 | .875 | 0.3 | 0.4 | 0.7 | 0.8 | 0.3 | 0.1 | 0.4 | 0.8 | 2.8  |
| 22 | Mel Bennett        | 27   | 3  | 0  | 7.7  | 0.7 | 1.3  | .500 | 0.0 | 0.0 |      | 0.3 | 2.0 | .167 | 0.3 | 0.7 | 1.0 | 0.0 | 0.3 | 0.0 | 1.3 | 0.7 | 1.7  |
| 23 | Mickey Dillard     | 23   | 33 | 0  | 6.7  | 0.9 | 2.4  | .367 | 0.0 | 0.1 | .000 | 0.5 | 0.7 | .652 | 0.2 | 0.3 | 0.5 | 1.0 | 0.2 | 0.1 | 0.5 | 1.2 | 2.2  |